# Ninja to Koroshiya no Futarigurashi
Ninja to Koroshiya no Futarigurashi (忍者と殺し屋のふたりぐらし, litt. « La vie à deux d'un ninja et d'un assassin. ») est un manga écrit et illustré par HundredBurger. La série est publiée dans le magazine Comic Dengeki Daioh "g" par l'éditeur ASCII Media Works depuis février 2021.
Une adaptation en anime, produite par le studio Shaft, est diffusée à la télévision japonaise de avril à juin 2025. Dans les pays francophones, elle est diffusée, en version originale sous-titrée, sur Crunchyroll.

## Synopsis
Une ninja du nom de Satoko Kusagakure se retrouve malgré elle, sous l'impulsion de son chef Kuro et son équipe, à déserter son village. Mais, sans argent ni amis, Satoko est en train de mourir de faim jusqu'à ce qu'elle soit sauvée par une autre fille, nommée Konoha Koga, qui se révèle être une assassin. Cette dernière découvre que Satoko possède une magie permettant de transformer les objets en feuilles. Le point faible de Konoha étant de ne pas arriver à dissimuler les preuves de ses assassinats, Satoko se révèle être un atout pour que Konoha grimpe dans le classement des meilleurs assassins. Cette collaboration permet également à Satoko d'avoir une protectrice contre les autres ninjas de son village cherchant à traquer les déserteurs.

## Personnages
Satoko Kusagakure (草隠 さとこ, Kusagakure Satoko)
Voix japonaise : Haruna Mikawa (ja)
Konoha Koga (古賀 このは, Koga Konoha)
Voix japonaise : Kana Hanazawa
Marin Izutsumi (イヅツミ マリン, Izutsumi Marin)
Voix japonaise : Yū Serizawa (ja)
Kuro (黒)
Voix japonaise : Eri Kitamura
Yuriko (百合子)
Voix japonaise : Rumi Okubo (ja)

## Manga
La série est écrite et dessinée par HundredBurger. Elle est publiée sur la plateforme de lecture en ligne Comic Dengeki Daioh "g" de l'éditeur ASCII Media Works à partir du 26 février 2021. L'éditeur ASCII Media Works publie les volumes en format tankōbon depuis le 27 janvier 2022. 5 volumes sont sortis au Japon depuis le 27 mars 2025.

### Liste des volumes
| no | Japonais         | Japonais                                                                 |
| no | Date de sortie   | ISBN                                                                     |
| -- | ---------------- | ------------------------------------------------------------------------ |
| 1  | 27 janvier 2022  | 978-4-04-914191-7                                                        |
| 2  | 25 novembre 2022 | 978-4-04-914737-7                                                        |
| 3  | 26 juillet 2023  | 978-4-04-915164-0                                                        |
| 4  | 26 avril 2024    | 978-4-04-915713-0                                                        |
| 5  | 27 mars 2025     | 978-4-04-916358-2 (édition standard) 978-4-04-916359-9 (édition limitée) |

## Anime
L'adaptation en anime est annoncée le 23 avril 2024 par le studio Shaft qui s'occupera de l'animation. Plus tard, il a été dévoilé que la série est réalisée par Yukihiro Miyamoto (ja), avec une composition par le staff de Shaft sous le pseudonyme collectif Fuyashi Tou, un character design de Kazuya Shiotsuki (en) et une musique composée par Ryūnosuke Kasai. La série est diffusée du 10 avril au 26 juin 2025 au Japon sur AT-X et d'autres chaines affilées,. La version francophone est diffusée en simulcast sur la plateforme en ligne Crunchyroll.
Le générique de début est Yarenno? Endoresu (やれんの？エンドレス, litt. « Peux-tu le faire ? Sans fin »), interprété par Kana Hanazawa tandis que HoneyWorks interprète le générique de fin intitulé Ninkoro Dansu (にんころダンス, litt. « Danse du ninja et l'assassin ») avec la coopération de HaKoniwalily.

### Liste des épisodes
| No | Titre français                              | Titre japonais                   | Titre japonais                         | Date de 1re diffusion |
| No | Titre français                              | Kanji                            | Rōmaji                                 | Date de 1re diffusion |
| -- | ------------------------------------------- | -------------------------------- | -------------------------------------- | --------------------- |
| 1  | La ninja et la tueuse se rencontrent        | 忍者と殺し屋の出会い             | Ninja to koroshiya no deai             | 10 avril 2025         |
| 2  | La ninja et la tueuse cohabitent            | 忍者と殺し屋の日常               | Ninja to koroshiya no nichijō          | 17 avril 2025         |
| 3  | La ninja et la tueuse travaillent           | 忍者と殺し屋のお仕事             | Ninja to koroshiya no oshigoto         | 24 avril 2025         |
| 4  | La ninja, la tueuse et leur relation        | 忍者と殺し屋の関係               | Ninja to koroshiya no kankei           | 1er mai 2025          |
| 5  | Le robot et la tueuse vivent ensemble       | ロボットと殺し屋のふたりぐらし   | Robotto to koroshiya no futarigurashi  | 8 mai 2025            |
| 6  | Le gros bonnet et la tueuse vivent ensemble | 巨乳と殺し屋のふたりぐらし       | Kyonyū to koroshiya no futarigurashi   | 15 mai 2025           |
| 7  | La tueuse et l'amie de sa camarade          | 殺し屋とクラスメイトのおともだち | Koroshiya to kurasumeito no otomodachi | 22 mai 2025           |
| 8  | La ninja, la tueuse et la grande maison     | 忍者と殺し屋の大きいなおうち     | Ninja to koroshiya no ōkī na ouchi     | 29 mai 2025           |
| 9  | La ninja et la tueuse expérimentent         | 忍者と殺し屋の実験               | Ninja to Koroshiya no jikken           | 5 juin 2025           |
| 10 | Le bébé de la ninja est la tueuse           | 忍者と殺し屋の赤ちゃん           | Ninja to koroshiya no akachan          | 12 juin 2025          |
| 11 | La ninja et la tueuse sont en danger        | 忍者と殺し屋の大ピンチ           | Ninja to Koroshiya no Dai pinchi       | 19 juin 2025          |
| 12 | La ninja et la tueuse vivent ensemble       | 忍者と殺し屋のふたりぐらし       | Ninja to koroshiya no futari gurashi   | 26 juin 2025          |

## Réception

### Manga
Le manga a été nommé pour les Next Manga Awards 2022 dans la catégorie manga papier.

### Anime
Dans le guide d'aperçu des animes du printemps 2025 d'Anime News Network, James Beckett a déclaré qu'il savait qu'il allait adorer la série dès la « première scène », tout en saluant les éléments comiques et le « contraste entre la production luxuriante et le montage pince-sans-rire », et a promis qu'elle serait « à conserver ». Caitlin Moore a déclaré que même si la série « ne sera pas un titre Shaft de premier ordre », elle présentait des designs de personnages « mignons et simples » qui font écho à ceux de Miss Kobayashi's Dragon Maid. Elle a souligné comment la série vous sortait de votre complaisance en se présentant comme « une sitcom teintée de yuri sur deux opposés exerçant des professions violentes ». Richard Eisenbeis a qualifié la série de « rom-com yuri légère » et l'a également comparée à Miss Kobayashi's Dragon Maid, affirmant que les sentiments cachés des personnages les rapprochaient. Il a également soutenu que Shaft avait « vraiment atteint son paroxysme cette fois-ci » et a conclu que pour apprécier la série, il faut aimer le yuri et son humour. Rebecca Silverman s'est montrée moins positive, affirmant que le spectateur pourrait trouver cela drôle s'il aimait les « ninjas maladroits » et se lassait de la relation entre Konoha et Satoko, estimant que cette dernière était « un mélange de catastrophe ambulante et de terriblement attachante ». Tout en louant Haruna Mikawa (ja), la doubleuse de Satoko, Silverman a conclu qu'elle n'avait pas « d'émotions particulièrement fortes » à propos de la série, qu'elle a qualifiée de « parfaitement satisfaisante ».
Eisenbeis a passé en revue les deux premiers épisodes de la série pour ANN, déclarant que, s'il pensait que ce serait un « yuri légé », ce n'était pas du tout le cas, avec des blagues sur les meurtres et des rires provenant de la « relation naissante entre Konoha et Satoko ». Il a également salué les « images époustouflantes », qualifiant les épisodes de « fantastiques » et a déclaré qu'il avait hâte d'en voir plus. Cy Catwell a critiqué le premier épisode pour Anime Feminist, le mettant en garde contre le sang et le fan service, affirmant que les animes comiques pouvaient « souvent être aléatoires », et ajoutant que la comédie fonctionnait dans certains sens, mais n'avait pas le même charme que La grande Jahy ne perd jamais !. Ils ont critiqué les « coups de gueule » envers les femmes dans cet épisode, tout en soulignant que « l'ambiance yuri est forte », mais ont déclaré ne pas être sûrs de regarder au-delà des trois premiers épisodes.

### Annotations
1. ↑  Les titres français de l'adaptation en anime proviennent de Crunchyroll.

### Œuvres
Édition japonaise
1. 1 2  (ja) « 忍者と殺し屋のふたりぐらし（１） », sur Kadokawa Corporation (consulté le 1er juin 2025)
2. 1 2  (ja) « 忍者と殺し屋のふたりぐらし（2） », sur Kadokawa Corporation (consulté le 1er juin 2025)
3. 1 2  (ja) « 忍者と殺し屋のふたりぐらし（3） », sur Kadokawa Corporation (consulté le 1er juin 2025)
4. 1 2  (ja) « 忍者と殺し屋のふたりぐらし（4） », sur Kadokawa Corporation (consulté le 1er juin 2025)
5. 1 2  (ja) « 忍者と殺し屋のふたりぐらし（5） », sur Kadokawa Corporation (consulté le 1er juin 2025)
6. ↑  (ja) « 忍者と殺し屋のふたりぐらし（5）　特装版 », sur Kadokawa Corporation (consulté le 1er juin 2025)